# ZeniMax Media
ZeniMax Media est une entreprise américaine de développement, d'édition et de distribution de jeux vidéo. Elle est basée à Rockville dans le Maryland.

## Historique
ZeniMax Media a été fondé en 1999 par les fondateurs de Bethesda Softworks, Christopher Weaver et Robert A. Altman.
Sous ZeniMax Media, Bethesda a développé et publié The Elder Scrolls III: Morrowind et The Elder Scrolls IV: Oblivion. Bethesda est aussi l'éditeur de trois jeux Star Trek, Star Trek: Legacy (PC/Xbox 360), Star Trek: Tactical Assault (Nintendo DS/PlayStation Portable), et Star Trek: Encounters (PlayStation 2).
En 2004, ZeniMax Media achète la franchise Fallout à Interplay Entertainment. Bethesda sort Fallout 3 en octobre 2008.
Le 24 juin 2009, ZeniMax Media rachète le célèbre développeur Id Software.
En septembre 2009, ZeniMax Media achète les droits de publication et la franchise Prey.
En décembre 2009, ZeniMax Media obtient les droits de publication du jeu de id Software Rage, qui devait à l'origine être publié par Electronic Arts.
Le 12 août 2010, Zenimax Media achète le développeur français Arkane Studios.
Le 28 octobre 2010, Zenimax Media achète le studio de Shinji Mikami, Tango Gameworks.
Le 5 novembre 2010, Zenimax Media rachète pour huit millions de dollars le studio de développement indépendant MachineGames, fondé par des anciens employés de Starbreeze Studios. Zenimax Media a également annoncé qu'il renommait le studio en Zenimax Sweden.
Le 21 septembre 2020, Microsoft annonce son intention de racheter ZeniMax Media et ses studios pour 7,5 milliards de dollars,,.
Le 3 février 2021, l'un des cofondateurs de Zenimax Media, Robert A Altman, décède à l'âge de 73 ans.
Le 9 mars 2021 le rachat de ZeniMax Media et de ses studios est officialisé par Microsoft et Xbox Game Studios.
À la suite de l'acquisition, la plupart des futurs jeux de ZeniMax et de ses studios seront exclusifs aux plateformes prises en charge par le Xbox Game Pass, mais Microsoft permettra aux studios de remplir toutes les obligations contractuelles pour les sorties sur d'autres plateformes.

## Filiales

### Studios de développement
- Bethesda Softworks situé à Rockville, fondé en 1986, acheté en 1999. Développeur de la série desThe Elder Scrolls et de Fallout 3.
  - Bethesda Game Studios Montreal, fondé en décembre 2015.
  - Bethesda Game Studios Austin, fondé en octobre 2012 sous le nom de Battlecry Studios, renommé en 2018.
  - Bethesda Game Studios Dallas, fondé en 2007 sous le nom de Escalation Studios, acheté en 2017.
- Bethesda Softworks Arabia, situé en Arabie saoudite, fondé en 2012, Développeur de la série Zuma sur Wii U et PS3 sous UDraw GameTablet
- ZeniMax Online Studios situé à Hunt Valley. Fondé en 2007, studio à l'origine du jeu en ligne massivement multijoueur : The Elder Scrolls Online.
- id Software situé à Dallas, fondé en 1991, acheté en 2009. Développeur des Doom, des Quake et de Rage.
- Arkane Studios, deux studios de développement, l'un français situé à Lyon, l"autre situé à Austin. Fondé en 1999, acquis en août 2010. Développeur de Arx Fatalis, de Dark Messiah of Might and Magic, de Dishonored (et ses suites), Prey ainsi que Deathloop.
- Tango Gameworks, studio de développement japonais situé à Tokyo, fondé par Shinji Mikami et acheté en octobre 2010[14]. Développeur de The Evil Within.
- MachineGames, studio de développement suédois situé à Uppsala. Fondé en 2009 et acheté le 5 novembre 2010, le studio est composé d'anciens membres de Starbreeze Studios, dont le fondateur Magnus Högdahl[15]. Développeur de la série Wolfenstein depuis Wolfenstein: The New Order.
- Alpha Dog Games : Fondé en 2012 à Halifax au Canada, racheté en octobre 2019
- Roundhouse Studio : Fondé par Zenimax Media en novembre 2019 à Madison, Wisconsin avec les anciens membres de Human Head Studios.

### Filiales d'édition et de publication
- Bethesda Softworks
- ZeniMax Asia KK
- ZeniMax Europe Ltd.
- ZeniMax Germany GmbH
- ZeniMax France SAS
- ZeniMax Benelux BV

## Liste des principales franchises
- The Elder Scrolls
- Fallout
- Doom
- Wolfenstein
- Quake
- Rage
- Prey
- Brink
- Dishonored

### Conflit avec Oculus VR
Le 21 mai 2014, ZeniMax Media, société possédant id Software (entreprise où travaillait John Carmack) porte plainte contre Oculus VR, avec 7 chefs d'accusations (appropriation illicite de secrets commerciaux, violation de copyright, rupture de contrat, concurrence déloyale, contrefaçon (violation de marque déposée), fausse indication de provenance (tromperie sur l'origine d'un produit) et enrichissement sans cause),, qui accuse principalement John Carmack d'avoir apporté les recherches et des technologies appartenant à ZeniMax Media, à l'équipe d'Oculus VR, pendant la période où il était encore avec id Software. ZeniMax Media a déclaré dans le Wall Street Journal : « Ce n'est que grâce aux efforts concertés de M. Carmack, utilisant des technologies développées depuis plusieurs années, chez id Software et détenues par ZeniMax, que M. Luckey a été capable de transformer un rêve imaginé dans son garage en réalité fonctionnelle. ».)
Le 25 juin 2014, Oculus se défend officiellement en argumentant que ZeniMax Media « prétend à tort la propriété de la technologie VR Oculus dans une tentative officielle pour profiter de la vente Oculus VR à Facebook », 
(« ZeniMax n'engage pas des poursuites pour le respect de ses technologies ou licences dans la mesure où ZeniMax n'a jamais contribué dans les technologies ou licences d'Oculus, mais réagit par l'intermédiaire de ses avocats seulement à la suite de l'accord financier conclu avec Facebook »),.